# Bouwlust en Vrederust (Den Haag)
Bouwlust en Vrederust is een naoorlogse wijk in het zuidwesten van Den Haag die tussen 1953 en 1967 gebouwd is op het grondgebied van het oude Loosduinen. De wijk(en) zijn vernoemd naar vroegere boerderijen met deze namen in het gebied.
De wijk wordt in het westen begrensd door het Wenpad (ten westen van recreatiegebied de Uithof), de Escamplaan (de noordgrens met de wijk Kraayenstein), de Lozerlaan, de Meppelweg (de noordgrens met de wijk Loosduinen), de Dedemsvaartweg (oostgrens met de wijk Morgenstond) en de Erasmusweg (de zuidgrens met de wijk Wateringse Veld).
De wijk bestaat uit drie delen:
- De buurt Bouwlust wordt begrensd door de Melis Stokelaan, de Lozerlaan, de Meppelweg/Meppelrade en de Dedemsvaartweg, en kan verdeeld worden in zes buurten aan de hand van het achtervoegsel van de straten: Venen, Oorden, Raden, Zijden, Steden en Zichten.[5][6]
- De buurt Vrederust wordt begrensd door de Erasmusweg, de Lozerlaan, de Melis Stokelaan en de Dedemsvaartweg en kan worden onderverdeeld aan de hand van het achtervoegsel van de straten in de Dreven en de Gaarden[7].
- Recreatiegebied de Uithof, tussen de Poeldijkseweg, Wenpad, Nieuweweg en Lozerlaan.

## Geschiedenis[8]
Stadsplanner Willem Dudok ging in zijn structuurplan voor Groot 's-Gravenhage uit 1949/1950 uit van vier woonwijken: Morgenstond, Bouwlust, Berestein en Vrederust, deze wijken kwamen ten westen van Morgenstond. De provincie vond de opzet te groot en wilde meer groen tussen het Westland en de geplande woonwijken. Daarop werd het plan voor Berestein gehalveerd en kwam de Lozerlaan minder westelijk te liggen. De Beresteinlaan werd niet doorgetrokken tot Loosduinen maar stopte bij de Meppelweg. Hiermee verviel Dudoks opzet van vier ongeveer even grote buurten met de Hengelolaan/Beresteinlaan als hart. Het resterende deel van Berestein werd bij Bouwlust gevoegd. Het uitgewerkte ontwerp voor Bouwlust is van F. van der Sluys uit 1952; het is gebaseerd op een rechthoek waarbij verkeerswegen de wijk in negen buurten verdeelt.
In 1953 startte de aanleg van straten. Vanwege de kritiek op Morgenstond — te monotoon — besloot de gemeente de uitwerking van de buurten in handen te geven aan een werkgroep van architecten. De gemeente eiste een woningdichtheid van meer dan 50 woningen per hectare en enige eenheid van architectuur. De wijk is door de verschillende individuele ontwerpen opgebouwd uit vele kleine ruimtelijke eenheden, die zich in opbouw en architectuur van elkaar onderscheiden. Bouwlust is daardoor gevarieerder dan Morgenstond. De eerste woningen in Bouwlust waren klaar in 1956, in 1960 was 70 % van de woningen gebouwd. De laatste woningen zijn gerealiseerd in 1967.
Bouwlust heeft door de samenvoeging van Berestein en Bouwlusteen onduidelijk en langgerekt centrum gekregen, dat zich uitstrekt van het winkelcentrum De Stede tot aan het winkelcentrum aan de Beresteinlaan. De buurtwinkels liggen op pleintjes midden in de buurten. Tussen Morgenstond en Bouwlust is een brede strook met sportvelden en moestuinen. Deze strook was gereserveerd voor een spoorweg en een autosnelweg, die zijn er nooit gekomen.

### De Uithof
De Uithofspolder maakte deel uit van de voormalige West-Looserdijckerpolder, een in de loop van de Middeleeuwen ontgonnen veen/kleipolder. In 1661 is de polder in twee stukken gedeeld: het noordelijk gedeelte is heringericht als de Zwarte Polder en het zuidelijk gedeelte als de Uithofspolder. Aan de vermoedelijk al uit de Middeleeuwen stammende Uithofslaan waren tot de Tweede Wereldoorlog hoveniersbedrijven te vinden, na de Tweede Wereldoorlog zijn veel van deze bedrijven ingericht als glastuinbouwbedrijven.
Volgens de plannen van Dudok zou De Uithof een wijk worden net als Bouwlust en Morgenstond. De bouw is echter nooit gerealiseerd. Aan de Lozerlaan werden in 1970 vier flatgebouwen van zestien verdiepingen gebouwd. In het nieuwe bestemmingsplan voor de Uithof van 1972 werd de Uithof voor ongeveer driekwart ingericht als wandel-, sport- en recreatiegebied. Hiertoe zijn heuvels opgeworpen, waterplassen gegraven en plantsoenen aangelegd. Een gedeelte van het recreatiegebied is als polderlandschap behouden.

## Bevolkingssamenstelling
In Morgenstond, Bouwlust en Vrederust woonden toen 43.288 mensen, waarvan 26.230 in Bouwlust en Vrederust en 17.058 in Morgenstond. In Bouwlust en Vrederust had op 1 januari 2010 39,1% van de bevolking twee ouders die in Nederland waren geboren, en 60,9% had ten minste één ouder die in het buitenland was geboren. Ter vergelijking: in de hele gemeente Den Haag was dat respectievelijk 52,2% en 47,8%.
| Migratieachtergrond            | Bouwlust/Vrederust % |
| ------------------------------ | -------------------- |
| Geen                           | 39,1                 |
| Turkije                        | 15,8                 |
| Marokko                        | 12,5                 |
| Suriname                       | 9,5                  |
| Antillen                       | 3,8                  |
| Overige 'niet-westerse landen' | 10,2                 |
| 'Westerse landen'              | 8,7                  |

## Vrederust
In de oorspronkelijke opzet bevatte Vrederust voornamelijk woonblokken met etagewoningen in vier lagen. Vrederust bestaat uit twee delen, de Dreven en de Gaarden.
Om de verloedering van de buurt te stoppen vindt (sinds 2007) op grote schaal sloop en nieuwbouw plaats.
Vrederust-West (Drevenbuurt) is een van de 21 beschermde stadsgezichten van Den Haag.

## Sport
In Bouwlust zijn een paar amateurvoetbalclubs: HSV Escamp, HMSH, VCS en VV BMT en vroeger ook VV GONA.

## Openbaar vervoer
De eerste tramlijn in het gebied was lijn 6, over de Meppelweg, per 19 december 1971. De keerlus was waar nu remise Zichtenburg is. In 1988 werd lijn 6 verlengd naar de Uithof.
In 1974 werd lijn 9 verlengd naar Vrederust. In 1976 volgde lijn 8 over dezelfde route als lijn 9. In 2003 werd lijn 8 opgeheven. 
In 2007 is lijn 6 ingekort tot de Leyweg en nam RandstadRail 4 het deel naar Berestein en de Uithof over.